# Anomalie climatique
Pour les articles homonymes, voir Anomalie.
Une anomalie climatique, fluctuation climatique, accident climatique ou événement climatique est un épisode de plusieurs mois à quelques siècles pendant lequel des variables climatiques et météorologiques sont éloignées d'un état climatique moyen. Ce type d'anomalie ne doit pas être confondu avec un changement climatique, qui traduit le passage d'un état climatique moyen à un autre comme les cycles glaciaires, ni avec la variabilité climatique qui désigne des variations permanentes, cycliques (saisons) ou non.

Un nouveau type d'anomalie semble avoir été détecté fin 2015-début 2016, dans la stratosphère cette fois, avec un retard de 6 mois dans l'Oscillation quasi biennale. 
Ces « anomalies » peuvent avoir de graves conséquences économiques, halieutiques,, agricoles, sanitaires, écologiques, hydrographiques (avec risques d'inondations ou de sécheresse et manque d'eau), touristiques, la programmation énergétique, etc.

## Définitions

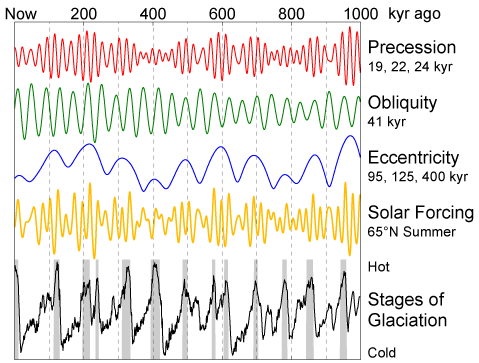
Paramètres de Milanković et périodes glaciaires.

Une anomalie désigne une aspérité, une irrégularité, « un écart par rapport à une norme ou un repère ». Il ne faut pas confondre anomalie et variabilité climatiques : la variabilité climatique représente la variance de ces paramètres sur la période considérée (une saison, une année, une période glaciaire, etc.). La variation climatique est la différence constatée entre deux états climatiques moyens (moyenne de tous les paramètres définissant le climat pour une période donnée), mais l'anomalie climatique est la déviation par rapport à un état climatique moyen.
L'Organisation météorologique mondiale définit le climat comme « la synthèse des conditions météorologiques régnant sur une période suffisamment longue pour qu'il soit possible d'établir des propriétés statistiques ». Un climat est donc défini par un ensemble de normes statistiques, en particulier basées sur la mesure de la température.
Il existe des variabilités régulières ou cycliques :
- les variations quotidiennes, comme les variations thermiques provoquées par l'alternance du jour et de la nuit ;
- les variations saisonnières, provoquées par l'inclinaison de l'axe de rotation de la Terre ;
- les glaciations, dues à des variables astronomiques sur des échelles de temps long (centaines à milliers d'années).

## Nature des phénomènes

### Anomalies thermiques

#### Excès de chaleur
De nombreux records de chaleurs sont enregistrés, et de plus en plus fréquemment depuis quelques décennies.

#### Excès de froid
Un excès local et plus ou moins temporaire de froid peut avoir de nombreuses causes (éruption volcanique, aérosols atmosphériques, modifications de courant marin, apport d'eau froide de fonte de glace, etc.  et il n'est pas incompatible avec un réchauffement global. 

### Anomalie du régime des vents
- Oscillation quasi biennale (à altitude stratosphérique)

## Moyens de suivi et d'étude de ces anomalies
Ces anomalies peuvent être temporelles et/ou géographiques, ce qui implique une bonne couverture géographique observée et un suivi étendu dans le temps. 
Concernant le passé, les scientifiques s'appuient sur l'étude des liens entre paléoenvironnement et paléoclimats ainsi que sur l'écologie rétrospective.
Concernant le présent et la modélisation du futur proche et de moyen terme prospective climatique), les climatologues bénéficient de données satellitales de plus en plus précises ainsi que de nombreuses mesures et études faites dans les écosystèmes marins et terrestres ou dans l'atmosphère. 
Les premières données du satellite OCO-2 (version 2 de la plateforme Orbiting Carbon Observatory), opérationnel depuis 2014), publiée à partir de 2017 ont par exemple déjà permis de montrer que l'anomalie climatique de 2015 (année plus chaude et plus sèche) liée à un phénomène El nino particulièrement fort (le second plus fort depuis qu'on le mesure, c'est-à-dire depuis 1950) a induit une réponse de biosphère pantropicale hétérogène selon les zones géographiques, mais correspondant à un bilan global de 2,5 ± 0,34 gigatonnes de plus (de CO2 émis dans l'atmosphère) qu'en 2011,. Les données satellitales ont aussi confirmé que la majeure partie des émissions de carbone en excès en 2015 était dues (ou associées) « à des précipitations extrêmement faibles ou à des températures élevées, ou les deux ».